# Esbovikens metrostation
Esboviken (finska: Espoonlahti) är en metrostation inom Helsingfors metro som togs i bruk år 2022.
Stationen ligger väster om  köpcentret Lippulaiva och utformningen är inspirerad av områdets idrottsanläggningar. Den har två ingångar från köpcentret med hissar och rulltrappor till platformen.
Plattformshallen är upplyst av klart vitt ljus och väggarna och takens  krusiga krombeläggning gör att man kan känna sig som om man är på botten av en simbassäng.
I taket över plattformen visas Hans Rosenströms, ljus- och ljudverk "Varjot veden pinnalla" (Skuggor på ytan). Det utgörs av ett ljusmönster som långsamt rör sig  ackompanjerad av en tyst, nynnande människoröst. Ljus och ljud ändrar form och förflyttar sig under dagen.